# Asplenium pululahuae
Asplenium pululahuae là một loài thực vật có mạch trong họ Aspleniaceae. Loài này được Sodiro miêu tả khoa học đầu tiên năm 1893.